# Live at the Village Vanguard: Unissued Tracks
Live at the Village Vanguard: Unissued Tracks ist ein Jazzalbum von Geri Allen, Charlie Haden und Paul Motian. Die am 21. und 22. Dezember 1990 im New Yorker Jazzclub Village Vanguard entstandenen Aufnahmen erschienen 2021 auf dem Label Somethin’ Cool.

## Hintergrund
Erschienen auf dem japanischen Label Somethin’ Cool, enthält Unissued Tracks Trioaufnahmen der Pianistin Geri Allen, des Bassisten Charlie Haden und des Schlagzeugers Paul Motian. Aufgenommen wurde das Material während desselben Engagements im Jahr 1990, aus dem ihr Album Live at the Village Vanguard hervorging, das 1991 auf DIW Records erschienen war. Die Trackliste enthält alternative Versionen von Allens „Obtuse Angles“, Motians „Mumbo Jumbo“ und Hadens „Song for the Whales“ sowie Great-American-Songbook-Standards wie „Cherokee“, „Dancing in the Dark“ und „I Didn’t Know What Time It Was“.

## Titelliste
- Geri Allen, Charlie Haden, Paul Motian, Live at the Village Vanguard: Unissued Tracks (Somethin' Cool)

1. Announcement by Paul Motian
2. In Walked Bud (Thelonious Monk)
3. Obtuse Angles (Geri Allen)
4. Dancing in the Dark (Howard Dietz, Arthur Schwartz)
5. Fiasco (Motian)
6. Cherokee (Ray Noble)
7. Announcement by Paul Motian 2
8. Two Women from Padua (Motian)
9. I Don't Know What Time It Was (Rodgers & Hart)
10. Mambo Jumbo (Motian)
11. Song for the Whales (Haden)
12. Dance of Infidels (Bud Powell)
13. Announcement by Geri Allen

## Rezeption
Nach Ansicht von Nate Chinen (Take Five/WBGO) ist die Veröffentlichung ein Glücksfall; dies sei ein weiterer Beweis für die ungewöhnliche Ausrichtung, die diese drei Musiker gemeinsam zeigten. Man solle besonders auf die ungezwungene Autorität achten, mit der sie eine von Bud Powells Erkennungsmelodien aufgreifen und das Bebop-Idiom in den Dienst einer sich entwickelnden Geschichte stellten.